# برايفت سنافو
برايفت سنافو (بالإنجليزية: Private Snafu)‏ ، مسلسل الكرتون المتحركة المكونة من 17 حلقة وهي مسلسل باللونين الأبيض والأسود، قامت شركات كل من مترو غولدوين ماير ووارنر برذرز بعرض اللقطات الكرتونية القديمة، وفي كل حلقة يعرض 4 دقائق، ويصور الجندي سنافو حياة تعيسة خلال عمله لدى القوات المسلحة الأمريكية ويعرض نفسه للمقالب في بعض المواقف الصعبة خلال حربه مع النازيين والإمبراطورية اليابانية ، كما يعرض بعض الشخصيات السياسية الساخرة مثل أدولف هتلر وهيرمان غورينغ وبينيتو موسوليني وهيروهيتو. ، إلا أن حلقات المسلسل عرضت بسهولة على الموقع الإلكتروني الشهير يوتيوب.
فإن غالبية المسلسلات الكرتونية الساخرة لشخصية سنافو وهو موقفه الدائم والمؤيد للحكومة الأمريكية ، وعرض المسلسل الساخر تنتج كل ستة أسابيع